# Ian Donald
Ian Donald (ur. 27 grudnia 1910, Szkocja, zm. 19 czerwca 1987) – szkocki ginekolog. Pionier badań ultrasonograficznych w medycynie. Jego artykuł pt. „Investigation of Abdominal Masses by Pulsed Ultrasound” opublikowany 7 czerwca 1958 w czasopiśmie medycznym „The Lancet”, definiował użycie technologii z zastosowaniem ultradźwięków i stanowił podwaliny diagnostyki prenatalnej.

## Życiorys
Ian Donald pobierał nauki w Warriston School w Moffat, w Fettes College w Edynburgu, a po przeprowadzce rodziny do Południowej Afryki, ukończył studia na Diocesan College w Kapsztadzie. Następnie w roku 1937 ukończył studia medyczne na uniwersytecie w Londynie.
W latach 1942–1946 służył jako lekarz w RAF. Został uhonorowany za uratowanie żołnierzy z palącego się samolotu.
W roku 1951 został starszym wykładowcą na Wydziale Położnictwa i Ginekologii w St Thomas Hospital Medical School (obecnie King's College w Londynie).
W 1954 roku stanął na czele Katedry Położnictwa na Uniwersytecie w Glasgow (Glasgow University). W tym czasie Ian Donald (który posiadał podstawową wiedzę na temat działania radaru nabytą jeszcze podczas pracy w RAFie) zainteresował się praktycznym wykorzystaniem ultradźwięków w medycynie. Za swój wkład w tej dziedzinie otrzymał wiele wyróżnień.
Dla wielu współczesnych mu ludzi, Ian Donald był przede wszystkim zagorzałym przeciwnikiem Ustawy Aborcyjnej z 1967 roku. Ustawa ta słowami Donalda „była próbą wyeliminowania zła poprzez zastąpienie go innym złem”.

## Złoty Medal Iana Donalda
Dla upamiętnienia zasług Iana Donalda w dziedzinie zastosowania ultrasonografii w badaniach prenatalnych i ginekologicznych, corocznie przyznawany jest przez Międzynarodowe Stowarzyszenie Zastosowania Ultrasonografii w Położnictwie i Ginekologii (ISUOG) Złoty Medal Iana Donalda. Medalem nagradzana jest osoba, której pionierska praca w tej dziedzinie uważana jest za najważniejszą dla rozwoju zastosowania ultrasonografii w położnictwie i ginekologii.

## Literatura
- Życiorys w jęz. angielskim
- Lista nagrodzonych Złotym Medalem Iana Donalda